# 殺機瀰漫
《殺機瀰漫》（英語：Kill 'Em All）是一部2017年美國動作驚悚片，由彼得·馬洛塔執導，克雷格·史都華（Craig Stewart）、布萊恩·史莫倫斯基（Brian Smolensky）和傑西·西里歐（Jesse Cilio）編劇，尚-克勞德·范·達美、奧坦·莉莎與彼得·史托馬主演。電影講述一名身份不明的男子重傷被送往當地醫院，由一位盡職的護士蘇珊娜（Suzanne）照顧，但國際犯罪集團隨即闖入醫院大開殺戒，意圖將該名男子置於死地。
《殺機瀰漫》2017年6月6日在美國採DVD、藍光及數位形式發行。續集為2024年的《殺機瀰漫2》。

## 劇情
2016年，中情局探員琳達·桑德斯探員與聯邦調查局探員馬克·霍曼一起偵訊護士蘇珊娜，關於洛杉磯一間醫院發生的襲擊案。名為菲利普的男子從一群暴徒手中救下了蘇珊娜，蘇珊娜不情願地講述事發經過。
保鑣菲利普身受重傷地被送往一家關閉但僅有急診室開放的醫院，蘇珊娜負責照顧他。突然，一群塞爾維亞幫派分子闖進來大開殺戒，以找出菲利普。菲利普透露，自己保護的前塞爾維亞總理迪米崔·佩卓維奇遭護衛佐蘭叛變並重傷；菲利普殺死了佐蘭，導致對方的兄弟拉多萬追殺到來，護衛領導克勞斯也帶領杜桑、阿爾蜜拉與伊凡來到醫院。菲利普逐一殺死了杜桑與伊凡，蘇珊娜也殺死了阿爾蜜拉。
霍曼探員向蘇珊娜透露，菲利普生於南斯拉夫，南斯拉夫内战後，政治記者的父親遭迪米崔·佩卓維奇暗殺，自己則被母親的朋友送出國並接受各種軍事訓練，並發誓向迪米崔·佩卓維奇復仇。之後他被克勞斯等人看上，加入了迪米崔·佩卓維奇的黑手黨行列。事實是，菲利普才是叛變者，殺死佐蘭並槍擊迪米崔·佩卓維奇後被一名護衛重傷，而被送來此醫院。菲利普在醫院找到了迪米崔·佩卓維奇，並槍殺了他，為父報仇。菲利普之後與拉多萬展開對決，最後殺死了對方；而蘇珊娜則殺死了克勞斯。
交戰結束後，特警隊到來接走了蘇珊娜，受傷的菲利普則悄悄離去。審問結束後，蘇珊娜被桑德斯探員放走，但桑德斯和霍曼探員隨後發現真正的蘇珊娜另有其人。原來，該名女子是間諜菲利普的同夥，事先進入醫院，竊取了護士蘇珊娜的身分；而霍曼探員實際上也是兩人的盟友。

## 演員
- 尚-克勞德·范·達美飾演菲利普（Philip）
  - 多明尼克·薩爾瓦多（Dominic Salvatore）飾演年幼的菲利浦
- 奧坦·莉莎（英语：Autumn Reeser）飾演蘇珊娜（Suzanne）
- 彼得·史托馬飾演馬克·霍曼探員（Agent Mark Holman）
- 瑪麗亞·康琪塔·艾朗索（英语：María Conchita Alonso）飾演琳達·桑德斯探員（Agent Linda Sanders）
- 丹尼爾·柏哈茲飾演拉多萬·布羅科夫斯基（Radovan Brokovski）
- 克里斯·范·瓦恩伯格（Kris van Varenberg）飾演杜桑（Dušan）
- 蜜拉·卡拉祖德約維奇（Mila Kalađurđević）飾演阿爾蜜拉（Almira）
- 保羅·桑普森（Paul Sampson）飾演克勞斯（Klaus）
- 基蘭·蓋勒（Kieran Gallagher）飾演佐蘭·布羅科夫斯基（Zoran Brokowski）
- 彼得·奧爾根（Peter Organ）飾演伊凡（Ivan）
- 艾迪·馬修斯（Eddie Matthews）飾演迪米崔·佩卓維奇（Dimitri Petrovic）
- 塔莉亞·阿塞拉夫（Talia Asseraf）飾演蘿拉·伯恩斯（Laura Berns）

## 發行
《殺機瀰漫》2017年6月6日在美國由目的地影業採DVD、藍光和數位形式發行。

## 續集
續集《殺機瀰漫2》於2024年推出。

## 外部連結
- 互联网电影数据库（IMDb）上《殺機瀰漫》的资料（英文）
- 爛番茄上《殺機瀰漫》的資料（英文）